# Steyning
Steyning (engelskt uttal: [ˈstɛnɪŋ]) är en småstad och civil parish i grevskapet West Sussex i sydöstra England. Staden ligger i distriktet Horsham, cirka 6 kilometer norr om Shoreham-by-Sea. Tätorten (built-up area) hade 5 514 invånare vid folkräkningen år 2021. Steyning nämndes i Domedagsboken (Domesday Book) år 1086, och kallades då Staninges.